# Egon Hugenschmidt

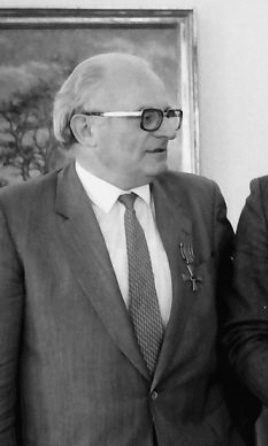
Egon Hugenschmidt (1980)

Egon Hugenschmidt (24 de junho de 1925; Lörrach-Stetten - 11 de abril de 2010) foi um jurista alemão e prefeito de Lörrach, Baden-Württemberg (1960–1984). Ele foi um prisioneiro de guerra. Viria a ser premiado com a Cruz de Mérito Federal.